# Cryphia ammochroa
Cryphia ammochroa là một loài bướm đêm trong họ Noctuidae.